# Rhinotropis parryi
Rhinotropis parryi är en jungfrulinsväxtart som först beskrevs av Alfred William Bennett, och fick sitt nu gällande namn av J.R.Abbott. Rhinotropis parryi ingår i släktet Rhinotropis och familjen jungfrulinsväxter. Inga underarter finns listade i Catalogue of Life.